# Keywords Studios
«Keywords Studios plc» — ирландская компания, предоставляющая услуги индустрии компьютерных игр, базирующаяся в Лепардстауне. Основанная в 1998 году Джорджо Гуасталла и Терезой Луппино, компания изначально предоставляла услуги по локализации для программного обеспечения, бизнеса, прежде чем перейти к индустрии видеоигр. Эндрю Дэй сменил Гуасталлу на посту главного исполнительного директора в 2009 году, и компания завершила первичное публичное размещение акций на Лондонской фондовой бирже в 2013 году. С тех пор Keywords Studios приобрела несколько других компаний, в том числе GameSim, D3T, Heavy Iron Studios и High Voltage Software.

## История
Джорджо Гуасталла — итало-ирландский бизнесмен, ранее работавший в офисе Microsoft в Дублин. В 1998 году основал компанию Keywords Studios в 1998 году со своей женой Терезой Луппино. Компания была основана в Лепардстауне (пригород Дублина) под названием Keywords International и изначально оказывала услуги по локализации для бизнеса. Главный офис в Риме был открыт в 2001 году.
Начиная с 2004 года, Keywords Studios постепенно стали участвовать в индустрии компьютерных игр. Эндрю Дэй — уроженец Йоханнесбурга и давний друг Гуасталлы, присоединился к Keywords Studios в марте 2009 года по просьбе Гуасталлы стал главным исполнительным директором (CEO). В то время доход компании Keywords составлял €3,5 миллиона, а количество сотрудников составляло 50 человек. Дэй считал, что поставщик на рынке видеоигр сильно фрагментирован, и намеревался превратить Keywords Studios в «one-stop shop» для различных этапов разработки видеоигр. Кроме того, компания в значительной степени полагалась на одного клиента, которого Дэй стремился изменить. Он придумал пятилетний план, который должен был привести к флотации в 2014 году и полностью сделала акцент компании на видеоиграх. Ранее крупный клиент значительно сократил свой бизнес с Keywords в 2010 году. Дополнительные офисы были открыты в Токио в декабре 2009 года, в Монреале в 2010 года и в Сиэтле в 2012 году.
В июне 2013 года Keywords объявила о своем намерении разместить и продать 56% своих акций на рынке альтернативных инвестиций Лондонской фондовой биржи. В это время в компании было 120 сотрудников, а прибыль до налогообложения составила €2,74 миллиона при выручке в €14,34 миллиона. Из-за этого в Великобритании была зарегистрирована новая компания Keywords Studios Limited.  8 июля новая компания была переименована в Keywords Studios plc и приобрело все предыдущие предприятия, — Keywords International Limited. Numis Securities выступила в качестве финансового консультанта и провела предложение, а 12 июля компания Keywords Studios разместила акции, собрав 28 миллионов фунтов стерлингов. До создания PEQ Holdings (компания, связанная с Гуасталлой, Джакомо Дюранти и Марко Де Санктисом) владела 75,1% акций, а остальные 24,9% принадлежали Дэю. В результате размещения доля владения PEQ Holdings сократилась до 29,9%, а Дэя — до 13,2%. Cazenove Capital Management приобрела 12% компании вместе с другими инвестициями Artemis и Legal & General.
Завершив первичное публичное предложение, Дэй обратил внимание на подход к корпоративному росту, основанный на покупке. Его первым приобретением было приобретение Liquid Violet, поставщика услуг по производству голоса, в январе 2014 года. В конце 2016 года в Keywords Studios работало 2600 сотрудников, в том числе 120 человек в штаб-квартире в Дублине. Приобретение VMC в октябре 2017 года увеличило численность сотрудников Keywords на 1300 человек. По данным Davy Group, это приобретение превратило Keywords в крупнейшего поставщика услуг по обеспечению гарантии качества В июле 2018 года Keywords объявила о создании Keywords , венчурного фонда, направленного на поддержку стартапов. Его первая инвестиция в рамках этого фонда была сделана в AppSecTest, в котором Keywords приобрели 45% акций. В том же месяце Игорь Ефремов был принят на должность креативного директора, а Эндрю Браун — на должность директора по маркетингу. Джон Хаук был нанят финансовым директором Keywords в ноябре 2019 года, заменив Дэвида Бродерика после того, как он объявил о своей отставке. В начале пандемии COVID-19 в 2020 году Дэй и Хок сократили заработную плату на 20%. Персонал раскритиковал то, как компания справляется с ситуацией, заявив, что операции в основном остались прежними, несмотря на проблемы со здоровьем. В мае того же года компания привлекла 100 миллионов фунтов стерлингов с целью приобретения фирм, ослабленных пандемией.
В январе 2021 года Keywords Studios наняла Соню Лашанд Седлер в качестве главного операционного директора. Ссылаясь на состояние здоровья, Дэй взял временный отпуск в марте 2021 года, а Хаук и Седлер стали совместными временными генеральными директорами. В июне Кeywords Studios объявили о предстоящем выходе Дэя на пенсию и о том, что он официально ушел с поста генерального директора и члена совета директоров, оставаясь в совете в качестве консультанта в течение шести месяцев. Бертран Бодсон, бывший директор по цифровым технологиям Novartis, сменил Дэя 1 декабря 2021 года.

## Корпоративные дела
Штаб-квартира студии Keywords Studios находится в доме Уилана в бизнес-парке Южного округа в Леопардстауне. По состоянию на сентябрь 2017 года компания арендует весь первый этаж и части первого и нижнего этажа. Whelan House за €422 722. По состоянию на 2021 г. в компании работало 9 493 человека. Крупнейший акционер в Keywords по состоянию на апрель 2019 года является PEQ Holdings, на 90% принадлежащему Гуасталле, с 6,3% акций на сумму £58,1 млн. Italicatessen, компания по импорту продуктов питания, основанная Гуасталлой и Луппино в 2002 году, предоставляет услуги кейтеринга для студии Keywords.